# Меријен Мур
Меријен Крејг Мур (енгл. Marianne Craig Moore; Кирквуд, 15. новембар 1887 — Њујорк, 5. фебруар 1972) била је америчка песникиња и књижевна критичарка, позната по збиркама Песме (1921), Опсервације (1924), и Сабране песме (1951), као и по појединачним песмама Поезија, Риба, Брак, Хоботница и Медуза. Њено стваралаштво награђено је престижним наградама за поезију: Пулицером (1951), Националном књижевном наградом (1952) и Болигеном (1953). Већи део живота провела је у Њујорку, где је радила у народној библиотеци, уређивала утицајни модернистички часопис Дајал и објављивала есеје и књижевне приказе. Била је позната и по несебичној подршци и афирмацији других песника. У старости се нашла у жижи интересовања, због ексцентричног понашања, неуобичајног облачања и духовитих опаски. Са својим незаобилазним плаштом и тророгим шеширом постала је једна од култних личности Њујорка шездесетих.
У складу са поетиком високог модернизма поезију Меријен Мур одликује језичка прецизност, упечатљив и хладан опис, као и пажљива запажаља о људској природи, животињама, пределима и уметности. Њена поезија је обојена моралистичким тенденцијама, развијајући идеју живота као сталне самоконтроле и неговања врлина попут: храбрости, искрености, одговорности и скромности. Често је у своје песме колажном техником укључивала реченице из других текстова, било да их је узимала из књижевних класика, стручне литературе или популарних часописа. Због својих луцидних описа спољашњег света Елизабет Бишоп ју је назвала највећим живим посматрачем на свету, док ју је Џејмс Дики описао као јединог песника који би био у стању да направи рај од предмета који нас свакодневно окружују.

## Биографија

### Детињство и образовање
Меријен Крејг Мур је рођена 15. новембра 1887. у Кирквуду, држава Мисури, као друго дете Мери Ворнер и грађевинског инжињера и проналазача Џона Милтона Мура. Имала је старијег брата Џона Ворнера Мура. Оца никада није упознала пошто је непосредно пре њеног рођења хоспитализован услед нервог слома, који је био проузрокован разочарењем у неуспех изума бездимне пећи. Њена мајка Мери се вратила у дом свог оца Џона Ридла Ворнера, начитаног и образованог презвитеријанског свештеника, где се и породила. Деда и презбетеријански облик хришћанства извршили су снажан утицај на њен каснији живот и поезију. Остала је религиозна до смрти, доживљавајући хришћанску веру као усавршавање у издржљивости која се стиче савлађивањем искушења. Сматрала је да није могуће живети без вере. Након што јој је деда умро 1894, када је Меријен имала седам година, породица се преселила у Питсбург, а затим у Карлајл, где је завршила основну и средњу школу. Са седамнаест уписала се на Брин мар колеџ. На колеџу је објавила своје прве песме и приче. Током школовања показала је велику љубав према биологији и хистологији, желећи у једном тренутку да студира медицину. Доналду Холу је у интервјуу из 1961. објаснила да је искуство стечено у лабораторији утицало на њену поезију: „Прецизност, контрола израза, логика употребљена до крајње непристрасности, скицирање и саобразовање, ослобађају - или барем донекле утичу - на имагинацију”. Дипломирала је 1909, а исте године је уписала курс за секретарице у Карлајшкој трговачкој школи. Меријен је одмалена створила необично дубоку везу са братом и мајком. Током живота њих троје разменило је на хиљаде писама, често шаљујући и по неколико писама дневно. У њима су описивали свој живот до најситнијих појединости, изражавали интимна осећања, али и размењивали мишљења о свакојаким темама. У писмима су себе називали надимцима заснованим на ликовима дечијег романа Ветар у врбаку, развијајући читав спектар интерних шала, алузија и шифара. Меријен их је писала неретко у мушком роду, а у писмима упућена Ворнеру потписивала се као „твој вољени брат“.

### Професорка, одлазак у Њујорк иОпсервације
У периоду од 1911. до 1915. предавала је у Индијанској машинској школи (Indian Industrial School) у Карлају. Један од њених ученика био је и Џим Торп, будући амерички и олимпијски атлетичар. После четири године дала је отказ схвативши да посао професора није за њу. Отпутовала је са мајком у Париз 1911, где је посетила многобројне музеје, који су у песникињи распламсали страст ка визуелном, што ће се касније у њеној поезији манифестовати у употреби упечатљивих поетских слика. У међуврему, њен старији брат Ворнер са којим је била изузетно блиска, завршио је колеџ, да би затим био рукоположен за капелана у Aмеричкој морнарици.
Од 1915. почела је да објављује песме у угледним модернистичким часописима: Други (Others), Егоиста (the Egoist), и Поезија (Poetry), које су поздравиле значајне фигуре модернизма. Заједно са мајком преселила се у Њујорк, где је прво радила као предавач у приватним школама, а затим од 1921. као библиотекар у Њујоршкој јавној библиотеци (New York Public Library). Меријен је остала у Њујорку до краја живота, живевши већи део свог живота са посесивном мајком Мери, са којом је наставила да спава у истом кревету све до Мерине смрти 1947, када је песникиња имала скоро 60 година. У раним двадесетим упознала се са водећим фигурама америчке модернистичке поезије: Езром Паундом, Воласом Стивенсом, Вилијам Карлосом Вилијамсом и обновила познанство са песникињом Х. Д, коју је познавала са колеџа. Х. Д. и њена тадашња љубавница Брихер су без њеног одобрења прикупили Меријенине песме и објавили их у виду збирке Песме (Poems, 1921). Три године касније изашла је збирка песама Опсервације (Observations, 1924) у којој је избор стихова начинила сама ауторка. У њој су се нашле неке од њених данас најпознатијих песама попут Хоботнице (An Octopus) инспирисане пејзажом планине Рејнијер, и Брака (Marriage), дуге песме у слободном стиху у којој је колажном техиком укључен низ цитата и фрагмената. Овај сатирични однос према браку огледао се и у животу Меријен Мур, која се никада није удавала, а како биографи претпостваљају, никада није била заљубљена.

### Поезија тридесетих и четрдесетих
У периоду између 1925 и 1929. уређивала је утицајни модернистички књижевни часопис Дајал (Dial). Током ове четири године у магазину су се појавили текстови и песме важних књижевних појава, попут Томаса Мана, Рилкеа, Елиота, Паунда, Вилијамса, Д. Х. Лоренса, Јејтса, Харта Крејна, Гертруде Стајн и многих других. Рад на часопису учврстио је њену позицију строгог и даровитог књижевног критичара, што ће јој омогућити да након гашења часописа, заради за живот пишући чланке и критике за друге магазине. У овом периоду Мур није зарађивала много новца. Изнајмљени сутеренски стан у Гринвич вилиџу био је толико мали, да су она и мајка кували у купатилу, а обедовали у кади. Следећу збирку Мур је објавила под насловом Одабране песме (Selected Poems, 1935) Ова збирка је објединила стихове из Опсервација и петнаест нових песама написаних у периоду између 1932. и 1934, које су потврдиле њену позицију једне од водећих модернистичких фигура у поезији. T. С. Елиот је у предговору написао: Моје је уверење да су песме госпођице Мур саставни део малог опуса савремене поезије трајне вредности. Такође је истакао да су њена оригинална сензибилност и живахна интелигенција ангажовани у богаћењу и одржавању енглеског језика живим. Ускоро је постала менторка и врло блиска пријатељица младој песникињи Елизабет Бишоп.
Након Одабраних песама објавила је збирке: Љускавац и друге песме (The Pangolin and Other Verse, 1936), Шта су године? (What Are Years, 1941), и Без обзира на (Nevertheless, 1944). У књизи Без обзира на први пут је објављена антиратна песма Неповерење учинцима (In Distrust of Merits), коју је В. Х. Одн оценио као једну од најбољих песама написаних током Другог светског рата. Награђена је стипендијом Гугенхајм фондације 1945.

### Признања педесетих и култна фигура са плаштом
Мур која је већи део своје каријере провела у сенци других модернистичких песника, почетком педесетих је добила признање од критичке јавности. Награђена је готово свим наградама које је амерички песник тога времена могао да добије. Добила је Пулицерову награду за поезију 1951, Националну књижевну награду 1952, и Болиген награду 1953. Упркос признањима Мур је остала скромна, говорећи са омаловажавањем о свом стваралаштву. Када је примила награду америчке критике саму себе је описала као „срећног шкрабала“. Њен стиховани превод Лафонтенових басни изашао је 1954, али је наишао на подељена мишљења америчких критичара. Са друге стране, француска влада била је доста имресионирана и захвална, те су је следеће године одликовали орденом витеза уметности и књижевности. Њена збирка есеја о Лујзи Боган, Жану Коктоу, Е. Е. Камингсу, Паунду и Ани Павловој изашли су обједињени у књизи Склоности (Predilections, 1954). Нове песме објавила је у збиркама Попут бедема (Like a Bulwark, 1956), Бити змај (O to Be a Dragon, 1959), и Кажи ми кажи (Tell Me, Tell Me, 1966), док су нови есеји изашли у збиркама Идиосинкразија и техника (Idiosyncrasy and Technique, 1959) и Поезија и критика (1965).
Мур је последњих година свог живота живела у жижи јавности, која је била необично велика с обзиром на просечну количину публицитета коју обично песници добијају. Препознатљива по свом црном плашту и тророгом шеширу појавила се на насловној станици Есквајера и Сатурдеј ривјуа и дала интевјуе за популарне магазине: Лајф, Њујоркер и Воуг. Мур су 1955. незванично контактирали Дејвид Волас, менаџер маркетиншког истраживања за нови модел фордовог електричног аутомобила, и његов сарадник Боб Јанг са идејом да песникиња да предлог имена за нови аутомобил. Волас се водио идејом да нико боље од песника не познаје природу речи, несхватајући да је песничка имагинација у супротности са комерцијалном природом маркетиншког оглашавања. У октобру Мур је предала листу својих предлога, која је укључивала следеће инспиративне називе: „еластични метак“, „фордов сребрни мач”, „грађанин мунгос”, „пастелограм”, „интелигетни кит”, „утопијска корњача” итд. Збуњени челници аутомобилског магната одбацили су ове поетске називе и сами крстили аутомобил именом Едсел. У овом периоду се спријатељила са боксером Мухамедом Алијем, чије је мечеве редовно пратила. На њиховом првом сусрету у редакцији часописа Парис ривју, где су се сликали, чак су и саставили једну заједничку песму сумњиве естетске вредности. Касније је Мур написала пропратне текстове за Алијеву плочу мотивационих говора Ја сам највећи (I Am the Greatest). Поред љубави према боксу, Мур је страствено волела бејзбол, истакнувши да навија за Њујорк Јенкије. Управа бејзболског тима је у знак захвалности за ову неочекивану подршку позвала песникињу да на стадиону Јенкија баци бејзболску лоптицу и тако отвори сезону 1968/69. Осамдесетогодишња Мур је недељу дана пред утакмицу неуморно вежбала ово спортско бацање, које је успешно извела.

### Смрт
У периоду од 1968 до 1972 доживела је неколико можданих удара. Преминула је 5. фебруара 1972. Сахрањена је у Гетизбургу. У свом тестаменту установила је фонд за бригу о стаблу ретког дрвета у бруклинском парку, које је прославила у својој песми.

## Политичка уверења
У младости се Меријен Мур политички декларисала као социјалисткиња, али без симпатија према марксизму. На колеџу се укључила у борбу сифражеткиња за женска права. У каснијем периоду живота њен феминизам се већим делом усредседио на борбу за образовање жена.
Једно од уверења у њеном строгом моралном кодексу била је и вера у једнакост свих људи и развијање духа толеранције. Још на колеџу отворено се супротстављала антисемитским коментарима. Када је Брајхер спасавала избеглице и жртве фашизма непосредно пре Другог светског рата, Мур јој је написала: „Вољна сам да потпишем, или да овластим тебе да то учиниш у моје име, било какав документ у било којој земљи против овог прогрома“. Због оваквих ставова нашла се растрзана када је Езра Паунд, њен дугогодишњи пријатељ, почео отворено да подржава фашизам и антисемитизам. Његово политичко опредељење је у писмима назвала „дрским“, „будаластим“ и „неподношљивим“. Међутим, након Другог светског рата када је Паунд осуђен за издају због дугогодишње подршке фашизму, Меријен Мур је била једна од ретких особа која му није окренула леђа. Новчано и морално га је помогала током издржавања казне у душевној болници, сматрајући да: „Несрећа не утиче на пријатељство“.
Залагала се за права и образовање Индијанаца, те је четири године предавала у њиховој средњој школи. Такође је тридесетих отворено критиковала Рузвелта што сарађује са расистичким особама. Јавно је подржавала борбу црнаца за грађанска права.

## Поетика
Стваралаштво Меријен Мур припада модернистичким и авангардним струјањима прве половине двадестог века. Оно се често доводи у везу са стваралаштвом њених пријатеља: Т. С Елиотом, Езром Паундом, Х. Д, Воласом Стивенсом, Карлосом Вилијамсом, В. Х. Оденом и Елизабет Бишоп. У првом периоду стваралаштва била је под снажним утицајем имажинизма.
Стихови Меријен Мур заснивају се на везама између свакодневног и неуобичајног, односно између оног што се опажа и оног што се замишља на основу запаженог. У фокусу се често налази предмет као темељ полазне инспирације за извођење неког открића или става. Тај полазни објекат може бити животиња, политичка и уметничка фигура, канцеларијски намештај итд. У њеној песничкој филозофији људи пате када изгубе сврховитост и када постану равнодушни према свету. Будност и запажање могу излечити ту равнодушност. Мур инсистира да је самоконтролисање на физичком, емоционалном и менталном нивоу најбоље наоружање у животу, и да оно доводи до највиших врлина: храбрости, скромности и искрености. Оваква филозофија оличена је у њеном познатом стиху: „Најдубље осећање се увек манифестује у тишини;/ не у тишини, колико у уздржавању.“
Мур је доста пажње посвећивала форми својих песама, инсистирајући на језичкој прецизности и сложеним слојевима звучања који сугеришу садржај песме. Већи број њених песама су написани силабичком версификацијом. У складу са авангардним тенденцијама књижевности између два рата била је склона експериментисању и употреби колажне технике у стиху. Поједине песме одликује хумор.
Једна од Муриних најфасцинатнијих поетских одлика, која је уједно разлог многобројних фрустрација код проучавалаца њеног стваралаштва, подразумева сталну ауторску преправку претходно објављених стихова. Поједине песме се драстично разликују зависно од збирке у којој се налазе. Можда најпознатији пример оваквог преправљања је песма Поезија, коју је од песничког остварења састављеног од 39 стихова, на крају свела на три загонетна стиха. Мур се стално поигравала уређивањем својих књига, мењајући њихов редослед или изостављајући поједина остварења. Сугеришући ову поетичку особеност, на почетку збирке Сабране песме ставила је коментар: „Изостављено није случајно“ (Omissions are not accidents).

## Одабрана дела

### Поезија
- Песме (Poems, 1921)
- Опсервације (Observations, 1924)
- Изабране песме (Selected Poems, 1935)
- Љускавац и други стихови (The Pangolin and Other Verse, 1936)
- Шта су године (What Are Years?, 1941)
- Без обзира на (Nevertheless, 1944)
- Сабране песме (Collected Poems, 1951)
- Попут бедема (Like a Bulwark, 1956)
- Бити змај (O to Be a Dragon, 1959)
- Мошусно говече (The Arctic ox, 1964)
- Кажи ми кажи: гранит, челик и друге теме (Tell Me, Tell Me: Granite, Steel, and Other Topics, 1966)
- Сабране песме Меријен Мур (The Complete Poems of Marianne Moore, 1967)

### Проза
- Склоности (Predilections, 1955)
- Идиосинкразија и техника (Idiosyncrasy and Technique, 1959)
- Поезија и критика (1965).